# Apple III

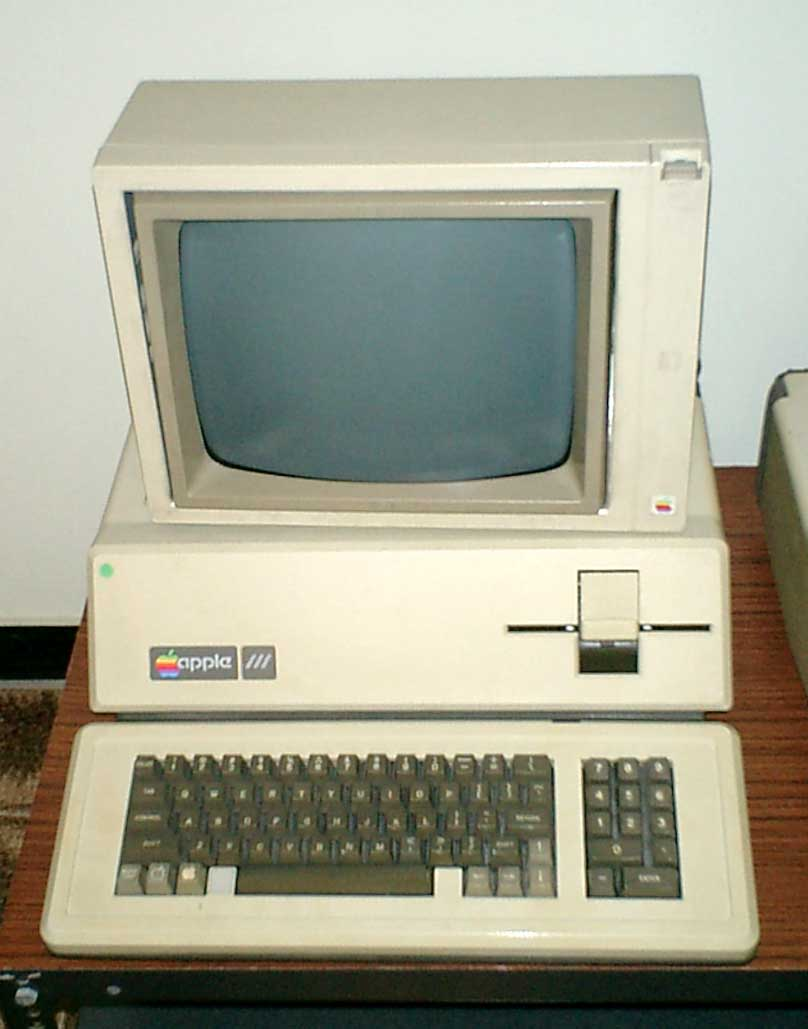

Apple III (часто стилізується як Apple ///) — бізнес-орієнтований персональний комп'ютер, підготовлений і випущений компанією Apple Computer. Розглядався як наступник серії Apple II, але в основному зазнав провалу на ринку. Робота над Apple III розпочалася наприкінці 1978 року під керівництвом доктора Уенделла Сандера. Проєкт мав внутрішнє кодове ім'я «Сара» на честь дочки Сандера.
Машина вперше була представлена і випущена 19 травня 1980 року, але через серйозні проблеми зі стабільністю роботи, була знову офіційно представлена наступної осені. Виробництво цих машин було припинено 24 квітня 1984.